# Список астероїдів (70701—70800)
| Назва                           | Тимчасове позначення | Дата відкриття    | Місце відкриття             | Відкривач                      |
| ------------------------------- | -------------------- | ----------------- | --------------------------- | ------------------------------ |
| (70701) 1999 UT34               | 1999 UT34            | 31 жовтня 1999    | Обсерваторія Кітт-Пік       | Spacewatch                     |
| (70702) 1999 UQ36               | 1999 UQ36            | 16 жовтня 1999    | Обсерваторія Кітт-Пік       | Spacewatch                     |
| (70703) 1999 UO38               | 1999 UO38            | 29 жовтня 1999    | Станція Андерсон-Меса       | LONEOS                         |
| (70704) 1999 UG39               | 1999 UG39            | 30 жовтня 1999    | Станція Андерсон-Меса       | LONEOS                         |
| (70705) 1999 UK40               | 1999 UK40            | 16 жовтня 1999    | Сокорро (Нью-Мексико)       | LINEAR                         |
| (70706) 1999 UM41               | 1999 UM41            | 18 жовтня 1999    | Обсерваторія Кітт-Пік       | Spacewatch                     |
| (70707) 1999 UC42               | 1999 UC42            | 20 жовтня 1999    | Сокорро (Нью-Мексико)       | LINEAR                         |
| (70708) 1999 UR43               | 1999 UR43            | 28 жовтня 1999    | Каталінський огляд          | Каталінський огляд             |
| (70709) 1999 UB44               | 1999 UB44            | 29 жовтня 1999    | Каталінський огляд          | Каталінський огляд             |
| (70710) 1999 UE44               | 1999 UE44            | 29 жовтня 1999    | Каталінський огляд          | Каталінський огляд             |
| (70711) 1999 UU44               | 1999 UU44            | 30 жовтня 1999    | Каталінський огляд          | Каталінський огляд             |
| (70712) 1999 UW45               | 1999 UW45            | 31 жовтня 1999    | Каталінський огляд          | Каталінський огляд             |
| (70713) 1999 UL46               | 1999 UL46            | 31 жовтня 1999    | Каталінський огляд          | Каталінський огляд             |
| (70714) 1999 UX47               | 1999 UX47            | 30 жовтня 1999    | Каталінський огляд          | Каталінський огляд             |
| (70715) 1999 UP49               | 1999 UP49            | 30 жовтня 1999    | Каталінський огляд          | Каталінський огляд             |
| (70716) 1999 UF50               | 1999 UF50            | 30 жовтня 1999    | Каталінський огляд          | Каталінський огляд             |
| (70717) 1999 UB51               | 1999 UB51            | 31 жовтня 1999    | Станція Андерсон-Меса       | LONEOS                         |
| (70718) 1999 UY51               | 1999 UY51            | 31 жовтня 1999    | Каталінський огляд          | Каталінський огляд             |
| (70719) 1999 UB52               | 1999 UB52            | 31 жовтня 1999    | Станція Андерсон-Меса       | LONEOS                         |
| (70720) 1999 UB53               | 1999 UB53            | 31 жовтня 1999    | Каталінський огляд          | Каталінський огляд             |
| (70721) 1999 VD                 | 1999 VD              | 1 листопада 1999  | Обсерваторія Лайм-Крік      | Роберт Ліндергольм             |
| (70722) 1999 VY                 | 1999 VY              | 1 листопада 1999  | Обсерваторія Ондржейов      | Ленка Коткова                  |
| (70723) 1999 VK1                | 1999 VK1             | 3 листопада 1999  | Обсерваторія Батон-Руж      | Волтер Куні, [[]], Патрік Мотл |
| (70724) 1999 VS1                | 1999 VS1             | 4 листопада 1999  | Обсерваторія Фаунтін-Гіллс  | Чарльз Джулз                   |
| (70725) 1999 VH2                | 1999 VH2             | 5 листопада 1999  | Обсерваторія Фаунтін-Гіллс  | Чарльз Джулз                   |
| (70726) 1999 VS2                | 1999 VS2             | 1 листопада 1999  | Обсерваторія Берґіш-Ґладбах | Вольф Бікель                   |
| (70727) 1999 VX3                | 1999 VX3             | 1 листопада 1999  | Обсерваторія Кітт-Пік       | Spacewatch                     |
| (70728) 1999 VA4                | 1999 VA4             | 1 листопада 1999  | Каталінський огляд          | Каталінський огляд             |
| (70729) 1999 VU4                | 1999 VU4             | 5 листопада 1999  | Вішнянська обсерваторія     | Корадо Корлевіч                |
| (70730) 1999 VN5                | 1999 VN5             | 6 листопада 1999  | Обсерваторія Фаунтін-Гіллс  | Чарльз Джулз                   |
| (70731) 1999 VA6                | 1999 VA6             | 5 листопада 1999  | Обсерваторія Оїдзумі        | Такао Кобаяші                  |
| (70732) 1999 VG6                | 1999 VG6             | 5 листопада 1999  | Обсерваторія Оїдзумі        | Такао Кобаяші                  |
| (70733) 1999 VV6                | 1999 VV6             | 8 листопада 1999  | Обсерваторія Зено           | Том Стаффорд                   |
| (70734) 1999 VS8                | 1999 VS8             | 8 листопада 1999  | Обсерваторія Фаунтін-Гіллс  | Чарльз Джулз                   |
| (70735) 1999 VZ8                | 1999 VZ8             | 9 листопада 1999  | Обсерваторія Фаунтін-Гіллс  | Чарльз Джулз                   |
| (70736) 1999 VM10               | 1999 VM10            | 9 листопада 1999  | Обсерваторія Оїдзумі        | Такао Кобаяші                  |
| 70737 Стенфло (Stenflo)         | 1999 VA11            | 8 листопада 1999  | Обсерваторія Ньйоска        | Стефано Спозетті               |
| (70738) 1999 VF11               | 1999 VF11            | 8 листопада 1999  | Вішнянська обсерваторія     | Корадо Корлевіч                |
| (70739) 1999 VN17               | 1999 VN17            | 2 листопада 1999  | Обсерваторія Кітт-Пік       | Spacewatch                     |
| (70740) 1999 VG18               | 1999 VG18            | 2 листопада 1999  | Обсерваторія Кітт-Пік       | Spacewatch                     |
| (70741) 1999 VO18               | 1999 VO18            | 2 листопада 1999  | Обсерваторія Кітт-Пік       | Spacewatch                     |
| (70742) 1999 VF19               | 1999 VF19            | 8 листопада 1999  | Вішнянська обсерваторія     | Корадо Корлевіч                |
| (70743) 1999 VG19               | 1999 VG19            | 9 листопада 1999  | Вішнянська обсерваторія     | Корадо Корлевіч                |
| 70744 Maffucci                  | 1999 VW20            | 9 листопада 1999  | Обсерваторія Пістоїєзе      | Лучано Тезі, Джузеппе Форті    |
| 70745 Алесерпієрі (Aleserpieri) | 1999 VZ20            | 9 листопада 1999  | П'яноро                     | Вітторіо Ґоретті               |
| (70746) 1999 VQ22               | 1999 VQ22            | 13 листопада 1999 | Обсерваторія Фаунтін-Гіллс  | Чарльз Джулз                   |
| (70747) 1999 VT22               | 1999 VT22            | 13 листопада 1999 | Обсерваторія Фаунтін-Гіллс  | Чарльз Джулз                   |
| (70748) 1999 VV22               | 1999 VV22            | 13 листопада 1999 | Обсерваторія Ґудрайк-Піґотт | Рой Такер                      |
| (70749) 1999 VS23               | 1999 VS23            | 14 листопада 1999 | Обсерваторія Фаунтін-Гіллс  | Чарльз Джулз                   |
| (70750) 1999 VJ24               | 1999 VJ24            | 15 листопада 1999 | Обсерваторія Фаунтін-Гіллс  | Чарльз Джулз                   |
| (70751) 1999 VZ24               | 1999 VZ24            | 13 листопада 1999 | Обсерваторія Оїдзумі        | Такао Кобаяші                  |
| (70752) 1999 VB25               | 1999 VB25            | 13 листопада 1999 | Обсерваторія Оїдзумі        | Такао Кобаяші                  |
| (70753) 1999 VL26               | 1999 VL26            | 3 листопада 1999  | Сокорро (Нью-Мексико)       | LINEAR                         |
| (70754) 1999 VO26               | 1999 VO26            | 3 листопада 1999  | Сокорро (Нью-Мексико)       | LINEAR                         |
| (70755) 1999 VB27               | 1999 VB27            | 3 листопада 1999  | Сокорро (Нью-Мексико)       | LINEAR                         |
| (70756) 1999 VV28               | 1999 VV28            | 3 листопада 1999  | Сокорро (Нью-Мексико)       | LINEAR                         |
| (70757) 1999 VL29               | 1999 VL29            | 3 листопада 1999  | Сокорро (Нью-Мексико)       | LINEAR                         |
| (70758) 1999 VB30               | 1999 VB30            | 3 листопада 1999  | Сокорро (Нью-Мексико)       | LINEAR                         |
| (70759) 1999 VP30               | 1999 VP30            | 3 листопада 1999  | Сокорро (Нью-Мексико)       | LINEAR                         |
| (70760) 1999 VJ31               | 1999 VJ31            | 3 листопада 1999  | Сокорро (Нью-Мексико)       | LINEAR                         |
| (70761) 1999 VP32               | 1999 VP32            | 3 листопада 1999  | Сокорро (Нью-Мексико)       | LINEAR                         |
| (70762) 1999 VZ32               | 1999 VZ32            | 3 листопада 1999  | Сокорро (Нью-Мексико)       | LINEAR                         |
| (70763) 1999 VA33               | 1999 VA33            | 3 листопада 1999  | Сокорро (Нью-Мексико)       | LINEAR                         |
| (70764) 1999 VH33               | 1999 VH33            | 3 листопада 1999  | Сокорро (Нью-Мексико)       | LINEAR                         |
| (70765) 1999 VK33               | 1999 VK33            | 3 листопада 1999  | Сокорро (Нью-Мексико)       | LINEAR                         |
| (70766) 1999 VO33               | 1999 VO33            | 3 листопада 1999  | Сокорро (Нью-Мексико)       | LINEAR                         |
| (70767) 1999 VP33               | 1999 VP33            | 3 листопада 1999  | Сокорро (Нью-Мексико)       | LINEAR                         |
| (70768) 1999 VS35               | 1999 VS35            | 3 листопада 1999  | Сокорро (Нью-Мексико)       | LINEAR                         |
| (70769) 1999 VL36               | 1999 VL36            | 3 листопада 1999  | Сокорро (Нью-Мексико)       | LINEAR                         |
| (70770) 1999 VN36               | 1999 VN36            | 3 листопада 1999  | Сокорро (Нью-Мексико)       | LINEAR                         |
| (70771) 1999 VA37               | 1999 VA37            | 3 листопада 1999  | Сокорро (Нью-Мексико)       | LINEAR                         |
| (70772) 1999 VD37               | 1999 VD37            | 3 листопада 1999  | Сокорро (Нью-Мексико)       | LINEAR                         |
| (70773) 1999 VK37               | 1999 VK37            | 3 листопада 1999  | Сокорро (Нью-Мексико)       | LINEAR                         |
| (70774) 1999 VS37               | 1999 VS37            | 3 листопада 1999  | Сокорро (Нью-Мексико)       | LINEAR                         |
| (70775) 1999 VO38               | 1999 VO38            | 10 листопада 1999 | Сокорро (Нью-Мексико)       | LINEAR                         |
| (70776) 1999 VH39               | 1999 VH39            | 10 листопада 1999 | Сокорро (Нью-Мексико)       | LINEAR                         |
| (70777) 1999 VG40               | 1999 VG40            | 15 листопада 1999 | Обсерваторія Берґіш-Ґладбах | Вольф Бікель                   |
| (70778) 1999 VH40               | 1999 VH40            | 5 листопада 1999  | Обсерваторія Уенохара       | Нобухіро Кавасато              |
| (70779) 1999 VT41               | 1999 VT41            | 4 листопада 1999  | Обсерваторія Кітт-Пік       | Spacewatch                     |
| (70780) 1999 VD43               | 1999 VD43            | 4 листопада 1999  | Обсерваторія Кітт-Пік       | Spacewatch                     |
| (70781) 1999 VR43               | 1999 VR43            | 1 листопада 1999  | Каталінський огляд          | Каталінський огляд             |
| (70782) 1999 VS43               | 1999 VS43            | 1 листопада 1999  | Каталінський огляд          | Каталінський огляд             |
| (70783) 1999 VK44               | 1999 VK44            | 3 листопада 1999  | Каталінський огляд          | Каталінський огляд             |
| (70784) 1999 VO45               | 1999 VO45            | 4 листопада 1999  | Каталінський огляд          | Каталінський огляд             |
| (70785) 1999 VW46               | 1999 VW46            | 4 листопада 1999  | Сокорро (Нью-Мексико)       | LINEAR                         |
| (70786) 1999 VY46               | 1999 VY46            | 4 листопада 1999  | Сокорро (Нью-Мексико)       | LINEAR                         |
| (70787) 1999 VE47               | 1999 VE47            | 4 листопада 1999  | Сокорро (Нью-Мексико)       | LINEAR                         |
| (70788) 1999 VQ47               | 1999 VQ47            | 3 листопада 1999  | Сокорро (Нью-Мексико)       | LINEAR                         |
| (70789) 1999 VF49               | 1999 VF49            | 3 листопада 1999  | Сокорро (Нью-Мексико)       | LINEAR                         |
| (70790) 1999 VS49               | 1999 VS49            | 3 листопада 1999  | Сокорро (Нью-Мексико)       | LINEAR                         |
| (70791) 1999 VX49               | 1999 VX49            | 3 листопада 1999  | Сокорро (Нью-Мексико)       | LINEAR                         |
| (70792) 1999 VK50               | 1999 VK50            | 3 листопада 1999  | Сокорро (Нью-Мексико)       | LINEAR                         |
| (70793) 1999 VW50               | 1999 VW50            | 3 листопада 1999  | Сокорро (Нью-Мексико)       | LINEAR                         |
| (70794) 1999 VX51               | 1999 VX51            | 3 листопада 1999  | Сокорро (Нью-Мексико)       | LINEAR                         |
| (70795) 1999 VF53               | 1999 VF53            | 3 листопада 1999  | Сокорро (Нью-Мексико)       | LINEAR                         |
| (70796) 1999 VZ53               | 1999 VZ53            | 4 листопада 1999  | Сокорро (Нью-Мексико)       | LINEAR                         |
| (70797) 1999 VF54               | 1999 VF54            | 4 листопада 1999  | Сокорро (Нью-Мексико)       | LINEAR                         |
| (70798) 1999 VJ54               | 1999 VJ54            | 4 листопада 1999  | Сокорро (Нью-Мексико)       | LINEAR                         |
| (70799) 1999 VY55               | 1999 VY55            | 4 листопада 1999  | Сокорро (Нью-Мексико)       | LINEAR                         |
| (70800) 1999 VE56               | 1999 VE56            | 4 листопада 1999  | Сокорро (Нью-Мексико)       | LINEAR                         |